# 太平洋3号型警備救難艦
太平洋3号型警備救難艦（てぴゅんやん3ごうがたけいびきゅうなんかん、英語: Taepyeongyang III-class patrol and rescue vessels）は、大韓民国海洋警察庁が運用する警備救難艦の艦級。また主機関などを改正した発展型の太平洋9号型も本項で扱う。公称船型は3,000トン型警備救難艦。

## 設計
海洋警察庁では新世代の警備救難艦として、1998年に太平洋2号（満載排水量5,000トン）を就役させた。1993年に就役した太平洋1号が船首に大型のシープを備えるサルベージ救難艦であったのに対し、太平洋2号は船首を通常の鋭く凌波性に優れたものとするとともに、後部にヘリコプター甲板を備えており、のちの大型警備救難艦の基本となる基本配置が確立されていた。ただし艦載機用のハンガーは備えられていなかったほか、最大速力18ノットと鈍足であった。
このことから、同出力の主機関をより小型の船体と組み合わせることで速力を向上させるとともに、ヘリコプター1機分のハンガーを備えた発展型が本級であり、海上保安庁のつがる型巡視船（ヘリコプター1機搭載型PLH）に相当するものとされている。兵装は、上部構造物前端に有人式のシーバルカン 20mm単装機銃1基を備えるのみであるが、5番艦である太平洋8号では40mm連装機銃1基が追加されている。
なお、2009年より就役を開始した太平洋9号型では、兵装配置など基本設計はおおむね太平洋8号を踏襲したが、主機関をV型20気筒のMTU 20V1163 TB94ディーゼルエンジン4基（合計出力39,690 bhp）に強化して、最大速力を28ノットに引き上げるとともに、低速機として電気推進を併用したディーゼル・電気複合（Combined Diesel or Electric, CODOE）方式として、捜索など低速航行時の燃費・操艦性能向上を図っている。ただし太平洋11号「海洋」は兵装を省き、主機関も低出力化した練習艦とされている。

## 同型艦一覧
| #    | 艦名        | 造船所      | 就役      | 配属 |
| ---- | ----------- | ----------- | --------- | ---- |
| 3003 | 太平洋3号   | 韓進重工業  | 2003年    | 木浦 |
| 3005 | 太平洋5号   | 韓進重工業  | 2005年    | 仁川 |
| 3006 | 太平洋6号   | 韓進重工業  | 2006年    | 済州 |
| 3007 | 太平洋7号   | 韓進重工業  | 2006年8月 | 東海 |
| 3008 | 太平洋8号   | 韓進重工業  | 2007年    | 仁川 |
| 3009 | 太平洋9号   | 韓進重工業  | 2009年9月 | 木浦 |
| 3010 | 太平洋10号  | 現代重工業  | 2010年7月 | 群山 |
| 3011 | 海洋 바다로 | STX造船海洋 | 2009年9月 | 仁川 |
| 3012 | 朱雀 주작함 | 現代重工業  | 2012年9月 | 済州 |

## 登場作品
『新感染半島 ファイナル・ステージ』
序盤に9号型より前の同型艦が登場。艦番号は消されているが、40mm連装機銃の砲塔が確認できることから「太平洋8号」と思われる。パンデミックの発生した韓国から脱出する難民を乗せ、香港（当初は日本）へと向かうべく釜山から出港する。